# 宮崎市立佐土原中学校
宮崎市立佐土原中学校（みやざきしりつ さどわらちゅうがっこう）は、宮崎県宮崎市佐土原町にある公立の中学校。

## 概要
歴史
1947年（昭和22年）の学制改革により創立した新制中学校2校（佐土原・那珂）が1959年（昭和34年）に統合の上、開校。現校名となったのは2006年（平成18年）。2024年（令和6年）に創立65周年を迎えた。
校章
1959年（昭和34年）の統合に際し、生徒から図案を募り、当時3年生の生徒がデザインしたものを校章として制定。舞鶴にちなみ、羽を広げたツルを図案化したものを背景にして、中央に「中」の文字を配している。
校歌
1960年（昭和35年）に制定。作詞は川野正一、作曲は海老原直による。歌詞は3番まであり、各番の歌詞中に校名の「佐土原」が登場する。
通学区域
宮崎市佐土原地区西部を通学区域とする。
- 宮崎市立佐土原小学校区
- 宮崎市立那珂小学校区

## 沿革
旧・佐土原中学校
- 1947年（昭和22年）- 学制改革が行われる（六・三制の実施）。
  - 4月1日 - 佐土原国民学校の初等科は、新制小学校「佐土原町立佐土原小学校」に改組・改称。
  - 5月8日 - 佐土原国民学校の高等科は、青年学校普通科とともに、新制中学校「佐土原町立佐土原中学校」に改組・改称。佐土原小学校3教室、佐土原青年学校5教室を使用して開校。
- 1948年（昭和23年）
  - 3月23日 - 校章・校歌（作詞は桑原節二、作曲は海老原直による。歌詞は3番まであり、歌詞中に校名は登場しない）を制定。
  - 4月 - 新校舎（5教室）が完成。
- 1954年（昭和29年）6月 - 特別教室を増築。
- 1955年（昭和30年）12月 - 創立10周年を記念して、図書館を充実させる。
- 1959年（昭和34年）9月30日 - 統合により閉校。ただし、統合校舎完成までの間、「北校舎」として使用を継続。

旧・那珂中学校
- 1947年（昭和22年）- 学制改革が行われる（六・三制の実施）。
  - 4月1日 - 那珂国民学校の初等科は、新制小学校「那珂村立那珂小学校」に改組・改称。
  - 5月8日 - 那珂国民学校の高等科は、青年学校普通科とともに、新制中学校「那珂村立那珂中学校」に改組・改称。小学校校舎を使用して開校。
  - 10月 - 校舎を増築。
- 1948年（昭和23年）10月 - 敷地を埋め立てる。
- 1949年（昭和24年）2月 - 校舎を増築。
- 1951年（昭和26年）5月 - 運動場を拡張。
- 1952年（昭和27年）12月1日 - 校歌を制定（作詞は春田操、作曲者は不詳、歌詞は2番まであり、2番の歌詞中に校名の「那珂中学」が登場）。
- 1955年（昭和30年）4月1日 - 町村合併により、「佐土原町立那珂中学校」に改称。
- 1957年（昭和32年）9月 - 家庭科教室を改築。
- 1959年（昭和34年）9月30日 - 統合により閉校。ただし、統合校舎完成までの間、「南校舎」として使用を継続。

統合・佐土原中学校
- 1959年（昭和34年）10月1日 - 上記2校を統合の上、「佐土原町立佐土原中学校」が開校。
  - 統合校舎が完成するまでの間、旧・佐土原中校舎を「北校舎」、旧・那珂中校舎を「南校舎」として使用を継続。
- 1960年（昭和35年）
  - 3月 - 新校地の造成が完了。
  - 6月 - 統合校舎（第一期工事）が完成し、両校舎から3年生が移転を完了。
  - 12月14日 - 校歌を制定。
- 1961年（昭和36年）
  - 3月14日 - 「佐土原町立佐土原西中学校」に改称。
  - 4月 - 南校舎の全生徒が統合校舎への移転を完了。
  - 7月 - 統合校舎（第三期工事、管理棟）が完成。
  - 12月 - 統合校舎（第四期工事）が完成し、北校舎の全生徒が統合校舎に移転を完了。
- 1962年（昭和37年）3月 - 統合校舎（第五期工事）が完成。
- 1963年（昭和38年）2月 - 技術科教室が完成。
- 1964年（昭和39年）3月 - 校旗を制定。
- 1966年（昭和41年）12月 - 体育館が完成。
- 1969年（昭和44年）3月 - 新校舎（第一期工事）が完成。
- 1970年（昭和45年）
  - 4月1日 - 「佐土原町立佐土原中学校」に改称。
  - 9月 - プールが完成。
- 1975年（昭和50年）3月 - 運動場に部室が完成。
- 2006年（平成18年）1月1日 - 宮崎市と合併し、「宮崎市立佐土原中学校」（現校名）に改称。

## 交通アクセス
最寄りの鉄道駅
- JR九州 日豊本線 「佐土原駅」

佐土原中学校は西部（山側）にあるのに対し、佐土原駅は東部（海側）にあるので、かなり距離がある。
最寄りのバス停留所
- 宮崎交通バス（宮交バス）「佐土原中前」バス停留所

最寄りの幹線道路
宮崎県道44号宮崎高鍋線
国道219号（春田バイパス）

## 周辺
- 城の駅佐土原いろは館
- 宮崎北警察署佐土原警察官駐在所
- 宮崎市佐土原西体育館
- 宮崎市佐土原西運動公園
- 宮崎市立佐土原小学校
- 佐土原城跡
- おひさま保育園
- 佐土原保育園
- 宝塔山公園

## 主な卒業生
- 蛯原友里（モデル・女優）
- 蛯原英里（チャイルド・ボディ・セラピスト）
- 下園辰哉（元プロ野球選手）

## 参考資料
- 「佐土原町史」（1982年（昭和57年）2月22日, 佐土原町）p.786～p.798